# Rue de Rivoli
Rue de Rivoli – ulica położona na obszarze 1. dzielnicy oraz 4. dzielnicy Paryża, biegnąca równolegle do Sekwany obok Luwru, o długości około 3 kilometrów. Wybudowana została w latach 1802–1835 na życzenie Napoleona Bonapartego jako Pierwszego Konsula. Jej nazwę nadano na cześć zwycięstwa generała Bonapartego nad Austriakami w bitwie pod Rivoli w 1797. Głównymi projektantami byli Charles Percier i Pierre François Louis Fontaine.
Przy Rue de Rivoli stoją Louvre des Antiquaires, kiedyś domy towarowe, dzisiaj centrum handlu antykami mieszczące ok. 250 antykwariatów oraz kościół Saint Germain l’Auxerrois. Jest tu wiele drogich sklepów i ekskluzywnych hoteli.
Na placu Place des Pyramides w północnej pierzei ulicy w pobliżu Luwru znajduje się pomnik Joanny d’Arc z 1874 roku autorstwa Emmanuela Frémiet.
Na całej długości jest jednokierunkowa, z wyznaczonym kierunkiem ruchu w stronę Place de la Concorde.